# Edward Grant (Historiker)
Edward Grant (* 6. April 1926; † 21. Juni 2020) war ein US-amerikanischer Historiker mit den Schwerpunkten Wissenschafts- und Philosophiegeschichte. Er war ab 1992 Distinguished Professor Emeritus am Lehrstuhl für „History and Philosophy of Science“ an der Indiana University in Bloomington.

## Leben
Edward Grant wurde am 6. April 1926 geboren. Ab dem 28. Januar 1951 war er verheiratet. Das Ehepaar hat drei Kinder.

### Militärdienst
Von Juli 1943 bis April 1946 diente Grant in der United States Navy. Er war auf der USS San Jacinto (CVL-30) stationiert, einem Leichten Flugzeugträger der Independence-Klasse, der während des Zweiten Weltkriegs von 1944 bis zum Ende der Feindseligkeiten im August 1945 im Pazifik operierte. Für seine Beteiligung an den Kämpfen im Asiatisch-Pazifischen Raum erhielt er sechs Battle Stars (Kampagnenauszeichnung) und für die Rückeroberung der Philippinen aus der japanischen Besetzung zwei weitere Battle Stars.

### Akademische Ausbildung
1951 beendete Edward Grant sein Studium am City College of New York als Mitglied der akademischen Gemeinschaft Phi Beta Kappa mit dem Bachelor of Social Science (B.S.S.) (Sozialwissenschaft). Anschließend wechselte er auf die University of Wisconsin–Madison. Hier erwarb er 1953 den M.A. und promovierte 1957 zum Ph.D., jeweils in Wissenschaftsgeschichte und Mittelalterlicher Geschichte (History of Science and Medieval History). Zwischenzeitlich gastierte er 1955/56 als Fulbright-Student an der niederländischen Universität Utrecht.

### Wissenschaftliche Karriere
Seine erste Anstellung erhielt Grant während seiner Ausbildung 1952 an der University of Wisconsin-Madison als Wissenschaftlicher Mitarbeiter (Teaching Assistant, Ph.D. Candidate) für Wissenschaftsgeschichte, die er bis 1954 ausübte. 1955 war er hier Teaching Assistant für Mittelalterliche Geschichte. 1957 ging er als Lecturer (Instructor) für Geschichte an die University of Maine und 1958 als Instructor für Wissenschaftsgeschichte nach Harvard. Seine erste Assistenzprofessur (Assistant Professor) folgte 1959 an der Indiana University im Fach Geschichte, die 1960 um das Fach Logic of Science erweitert wurde. 1962 nahm er an der University of Wisconsin-Madison eine Gastprofessur (Visiting Professor) für Wissenschaftsgeschichte wahr. 1963 verlieh ihm die Indiana University „tenure“, also die Entfristung seiner Assistenz-Professur, was mit einer Beförderung zum Associate Professor einherging. Sein Spezialgebiet blieb die Wissenschaftsgeschichte und Wissenschaftstheorie (History and Philosophy of Science). 1964 wurde er zum Ordentlichen Professor (Full Professor) für Geschichte, Wissenschaftsgeschichte und Wissenschaftstheorie befördert. 1983 erhielt er seinen eigenen Lehrstuhl (Distinguished Professor) für History and Philosophy of Science. Diese Position behielt Edward Grant bis zu seiner Emeritierung 1992. Anschließend war er Distinguished Professor Emeritus für History and Philosophy of Science und Professor Emeritus für Geschichte.
Zudem war er zwischen 1973 und 1979 und von 1987 bis 1990 Vorsitzender des Bereichs History and Philosophy of Science an der Indiana University.

## Wissenschaftliche Arbeit

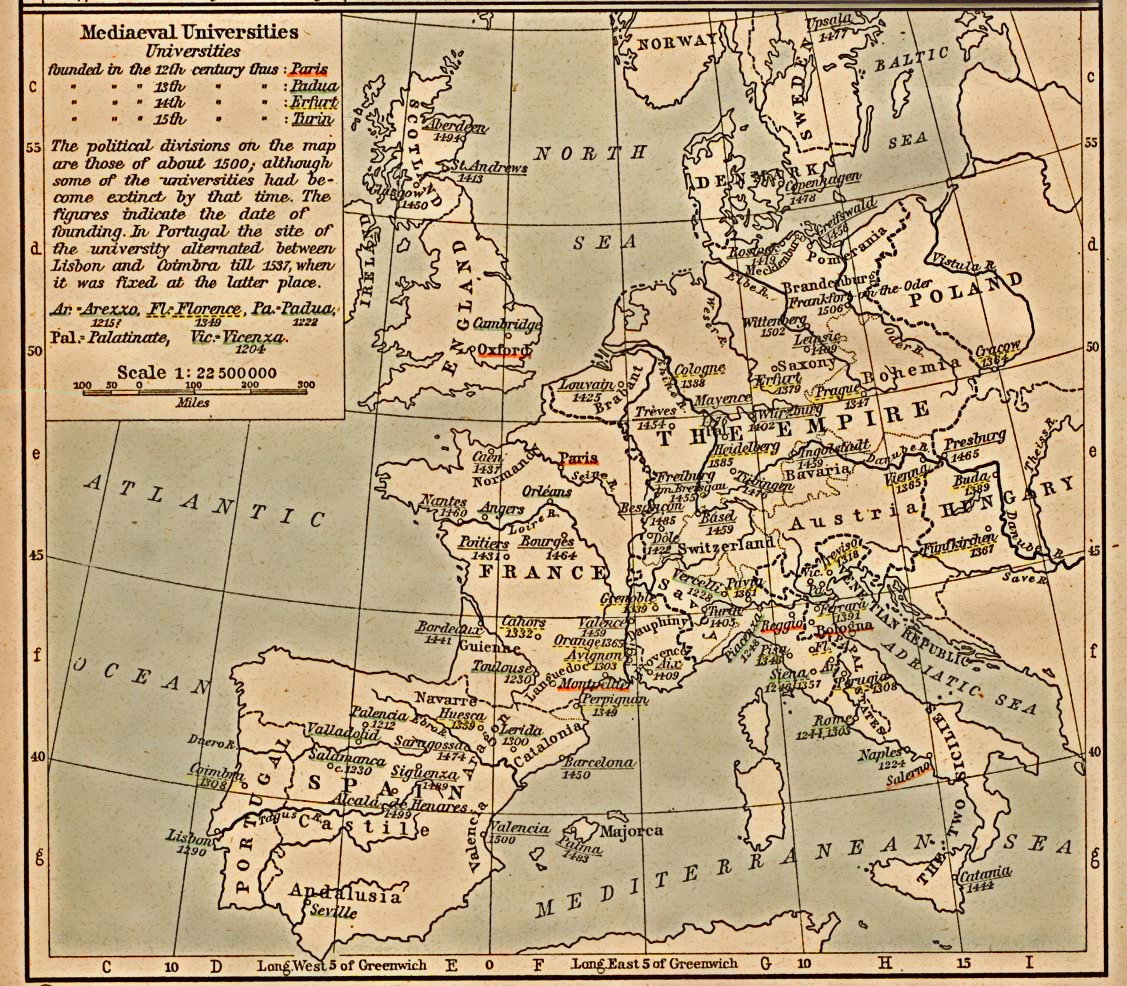
Karte mittelalterlicher Universitäten

Im Zentrum der wissenschaftlichen Forschung Grants steht die Entwicklung des Denkens im Mittelalter. In seinen älteren Arbeiten untersuchte er vor allem den Einfluss des physikalischen Weltbilds auf die geistige Entwicklung. Dabei bestätigte Grant für die Zeit vor Nicolaus Copernicus die Analyse Pierre Duhems, dass in der Vormoderne der Fiktionalismus bei der Beschreibung astronomischer Phänomene weit verbreitet und in der Astronomie der Scholastik die vorherrschende Denkweise war.
In seinem 1996 veröffentlichten Werk The Foundations of Modern Science in the Middle Ages: Their Religious, Institutional and Intellectual Contexts erörtert er die Entwicklungen und Entdeckungen, die über die Kopernikanische Wende zur Wissenschaftlichen Revolution mit ihrem Höhepunkt im späten 17. Jahrhundert führten. Er zeigt, dass die Wurzeln für die moderne Wissenschaft bereits in der antiken und mittelalterlichen griechischen, lateinischen und islamischen Welt angelegt waren und dass die christliche Zivilisation Westeuropas Folge einer kontinuierlichen geistigen Entwicklung ist. Einen wesentlichen Faktor für die Entwicklung des Christentums im Westen sieht er in der Gründung der mittelalterlichen Universitäten um 1200.

## Ehrungen und Auszeichnungen
Edward Grant war 1956/66 Fellow der John Simon Guggenheim Memorial Foundation und 1975/76 der American Council of Learned Societies und war ab 1982 Fellow der Medieval Academy of America, ab 1983 der American Association for the Advancement of Science und ab 1984 der American Academy of Arts and Sciences. Darüber hinaus war er Mitglied zahlreicher wissenschaftlicher Vereinigungen, darunter der Académie Internationale d’Histoire des Sciences, Paris; des Institute for Advanced Study, Princeton (New Jersey); des Council of the Midwest Center of the American Academy of Arts and Sciences. 1992 wurde Grant mit der George-Sarton-Medaille ausgezeichnet, dem höchst renommierten Preis für Wissenschaftsgeschichte der von George Sarton und Lawrence Joseph Henderson gegründeten History of Science Society (HSS). 1985/86 war er zudem Präsident der HSS.

## Veröffentlichungen (Auswahl)
Edward Grant veröffentlichte über neunzig Fachartikel und zwölf Bücher, darunter:
- Physical Science in the Middle Ages, Wiley History of Science Series, John Wiley, New York/London 1971.
- als Hrsg.: A Sourcebook in Medieval Science. Harvard Univ. Pr., Cambridge (Mass.) 1974, ISBN 0-674-82360-5[10]
- Das physikalische Weltbild des Mittelalters. Zürich 1980.
- Much Ado About Nothing: Theories of Space and Vacuum from the Middle Ages to the Scientific Revolution. 1981.
- 1987 Sarton Medal Citation: Geoffrey Lloyd. In: Isis. Band 79, 1988, S. 243/4.
- Planets, Stars, & Orbs: The Medieval Cosmos, 1200-1687. 1994.
- La Nature a horreur du vide. In: Les Grandes Expérience de la Physique Blaise Pascal: Comment a-t-il démontré l'existence de la pression atmosphérique? In: Les Cahiers de Science et Vie. Nr. 27, Juni 1995, S. 26–33.
- The Foundations of Modern Science in the Middle Ages: Their Religious, Institutional and Intellectual Contexts. Cambridge University Press, Cambridge 1996. ISBN 0-521-56762-9.
- God and Reason in the Middle Ages. 2001.
- Science and Religion From Aristotle to Copernicus 400 BC — AD 1550. 2004.
- A History of Natural Philosophy from the Ancient World to the Nineteenth Century. 2007.